# Christian Estrosi
Christian Estrosi (Niza, 1 de julio de 1955) es un político y piloto de carreras francés.

## Biografía

### Como piloto de motociclismo
Fue piloto profesional y compitió en el Campeonato del Mundo de Motociclismo entre 1976 y 1983. Su mejor resultado fue una cuarta plaza en el Gran Premio de Francia de 1978 de 500cc. Repitió esta misma posición en Gran Premio de España de 1979. Recibió la medalla de oro de Juventud y Deportes.

### Carrera política
Se casó con Dominique Sassone, hija de Jean Sassone (1931–2006), que fue Vicealcalde de Niza entre 1977 y 1998. Fue concejal del Ayuntamiento de Niza entre 1983 a 1990, cuando presentó su renuncia. Fue reelegido en 2008, donde fue proclamado alcalde de Niza. En 2013, 
rechazó un plan para construir una mezquita financiada por un empresario de Arabia Saudita en Niza.
Es presidente de la comunidad urbana de Niza Costa Azul desde 2008 y presidente de Métropole Nice Côte d'Azur desde 2012. Fue consejero regional de Provence-Alpes-Côte d'Azur desde 1992 hasta 2002, y como Vicepresidente desde 1992 hasta 1998. Desempeñó el cargo de Vicepresidente del Consejo General de Alpes-Maritimes de 2001 a 2003, y como su Presidente desde 2003 a 2008. También tuvo cargos como el de miembro de la Asamblea Nacional de Francia para el quinto distrito electoral de los Alpes Marítimos desde 1988 hasta 1993, desde 1997 hasta 2005, y desde 2008 hasta 2009, y ha servido en esta función desde 2010. Además, ocupó varios cargos ministeriales en el gobierno francés en París. Fue nombrado el 2 de junio de 2005 como Secretario de Estado de Administración de Tierras. Luego fue nombrado el 19 de junio de 2007 como Viceministro de los territorios franceses de ultramar. De 2009 a 2010, ocupó el cargo de Secretario de Estado de Industria.
Recibió un doctorado honoris causa de la Universidad de Haifa en Israel. Es un Caballero de la Legión de Honor de la República francesa, oficial de la Orden de Mérito de la República de Polonia y Comandante de la Orden de Saint-Charles de Mónaco.
En 2016, Estrosi amenazó con demandar a las personas que distribuyeron fotos de un incidente en el que la policía de Niza ordenó a una mujer musulmana que se la quitara el burkini, diciendo que la circulación de las fotos "provocaría comentarios difamatorios y amenazas contra agentes de la policía".

## Resultados en el Campeonato del Mundo
Sistema de puntuación desde 1969 hasta 1987:
| Posición | 1.º | 2.º | 3.º | 4.º | 5.º | 6.º | 7.º | 8.º | 9.º | 10.º |
| Puntos   | 15  | 12  | 10  | 8   | 6   | 5   | 4   | 3   | 2   | 1    |

### Carreras por año
(Carreras en negrita indica pole position, carreras en cursiva indica vuelta rápida)
| Año  | Cat.  | Equipo          | Moto    | 1       | 2       | 3       | 4       | 5       | 6       | 7       | 8      | 9       | 10      | 11      | 12      | Pts. | Pos. |
| ---- | ----- | --------------- | ------- | ------- | ------- | ------- | ------- | ------- | ------- | ------- | ------ | ------- | ------- | ------- | ------- | ---- | ---- |
| 1975 | 125cc | Yamaha          | FRA DNQ | ESP -   | AUT -   | ALE -   | NAC -   |         | NED -   | BEL -   | SUE -  |         | CZE -   | YUG -   |         | 0    | -    |
| 1975 | 250cc | Yamaha          | FRA DNQ | ESP -   | AUT -   | ALE -   | NAC -   |         | NED -   | BEL -   | SUE -  |         | CZE -   | YUG -   |         | 0    | -    |
| 1976 | 500cc | Suzuki          | FRA Ret | AUT -   | NAC -   |         | IDM -   | NED Ret | BEL 10  | SUE Ret | FIN 8  | CZE Ret | ALE -   |         |         | 3    | 34.º |
| 1977 | 500cc | Suzuki          | VEN 8   | AUT DNS | GER Ret | NAT 8   |         | FRA 11  |         | NED Ret | BEL -  | SWE Ret | FIN Ret | CZE -   | GBR Ret | 6    | 21.º |
| 1978 | 500cc | Suzuki          | VEN -   | ESP 8   | AUT -   | FRA 4   | NAT Ret | NED -   | BEL -   | SWE -   | FIN -  | GBR -   | GER -   |         |         | 11   | 15.º |
| 1979 | 350cc | Kawasaki        | VEN 6   | AUT Ret | GER 5   | NAT Ret | ESP Ret | YUG Ret | NED -   |         |        | FIN 6   | GBR Ret | CZE Ret | FRA Ret | 16   | 13.º |
| 1980 | 500cc | Suzuki          | NAT 8   | ESP 16  | FRA Ret |         | NED Ret | BEL -   | FIN -   | GBR -   |        | GER -   |         |         |         | 3    | 19.º |
| 1981 | 500cc | Suzuki          |         | AUT 16  | GER 19  | NAT Ret | FRA Ret |         | YUG Ret | NED Ret | BEL 29 | RSM Ret | GBR Ret | FIN -   | SWE -   | 0    | -    |
| 1981 | 250cc | Yamaha y Pernod | ARG Ret |         | GER 12  | NAT 9   | FRA 10  | ESP -   | NED 18  | BEL -   | RSM 7  | GBR 11  | FIN Ret | SWE 6   | CZE -   | 12   | 17.º |
| 1982 | 250cc | Pernod          | FRA 13  | ESP -   | NAT 5   | NED 18  | BEL -   | YUG -   | GBR 9   | SWE 5   | FIN -  | CZE 7   | GER 6   |         |         | 23   | 11.º |
| 1983 | 250cc | Pernod          | RSA 17  | FRA 17  | NAT Ret | GER Ret | ESP -   | AUT 16  | YUG -   | NED 8   | BEL 12 | GBR -   | SWE -   |         |         | 3    | 25.º |